# Giải cứu công khai
Giải cứu công khai (tiếng Anh: Open Rescue) là một phương pháp hành động trực tiếp công khai giải cứu động vật được thực hiện bởi các nhà hoạt động với mục đích giải cứu động vật trong đau đớn và đau khổ, giúp những động vật được giải cứu được điều trị thú y và chăm sóc dài hạn, ghi lại các điều kiện sống của động vật trước và sau khi được giải cứu sau cùng công khai phát hành tài liệu giải cứu.
Đây là thuật ngữ chuyên ngành được đề cập trong phúc lợi động vật và quyền động vật. Bản chất công khai của giải cứu công khai tương phản với hoạt động bảo vệ quyền động vật bí mật. Các nhà hoạt động giải cứu công khai thường công bố danh tính đầy đủ của họ và được xem là bất bạo động đối với con người hay các động vật khác, tuy nhiên có một vài nhóm thực hành theo hình thức thiệt hại tài sản.

## Lịch sử

### Bắt đầu
Phương pháp giải cứu công khai được phát triển phần lớn từ đội giải cứu Giải phóng động vật Victoria (ALV) có trụ sở tại Melbourne. Lấy cảm hứng từ satyagraha - phương pháp và triết lý được Mahatma Gandhi sử dụng trong cuộc đấu tranh giành độc lập cho Ấn Độ, ALV phát triển phương pháp này vào những năm 1980 từ đó tiến hành điều tra và hoạt động giải cứu công khai, những hoạt động giải cứu công khai của họ được công chúng đón nhận tích cực. Tại thời điểm đó, một nghị sĩ Úc cũng đã tham gia vào hoạt động giải cứu những lợn con được nuôi tại nhà máy.
Khi không được gọi tham gia vào hoạt động giải cứu công khai, một số nhóm hoạt động khác cũng tự tổ chức tham gia vào các hoạt động tương tự để giải cứu công khai cùng thời điểm. Những người đấu tranh vì sự đối xử có đạo đức với động vật đã giải cứu được một vài con khỉ vào năm 1981 từ một phòng thí nghiệm ở Silver Spring, Maryland và làm dấy lên cuộc tranh luận trên tờ The Washington Post.

### Du nhập vào Mỹ
Năm 1999, Patty Mark của ALV đã trình bày giải cứu công khai tại Hội nghị hành động trực tiếp cho Động vật của tổ chức United Poultry Concern. Và cho ra kết quả tích cực từ các hoạt động giải cứu công khai ở Úc, bằng cách so sánh các video từ một hành động giải cứu công khai và một hành động bí mật, bà đã thuyết phục được một số người về sự hữu ích của giải cứu công khai mang lại với lý do thương xót cho động vật. Dựa trên cơ sở tiếp nhận từ công chúng, phương pháp hoạt động giải cứu công khai được bắt đầu rộng rãi trên đấu trường quốc tế.
Ngay sau đó, Hành động thương xót cho động vật (Hoa Kỳ) đã áp dụng phương pháp này và các tổ chức khác cũng làm theo. Nhà hoạt động Adam Durand cùng với những người tiêu dùng trắc ẩn đã tiến hành một cuộc giải cứu công khai tại một trang trại trứng của Wegmans năm 2004. Liên đoàn giải cứu và bảo vệ động vật cũng đã tiến hành một cuộc giải cứu công khai và điều tra tại trang trại Foie Gras ở Thung lũng Hudson vào năm 2011.

### Hồi sinh và phát triển
Tại Hoa Kỳ, giải cứu công khai trở nên ít phổ biến hơn và bị đình trệ trong mười năm vào giữa những năm 2000 cho đến khi Hành Động Trực Tiếp Ở Mọi Nơi công bố một cuộc điều tra nhà cung cấp trứng không lồng của Whole Foods được giấy "chứng nhận nhân đạo" vào tháng 1 năm 2015. Bắt đầu từ đó đã có vô số cuộc giải cứu công khai ở một số địa điểm khác nhau tại Bắc Mỹ.
Các cuộc giải cứu công khai của Hành động trực tiếp ở mọi nơi trên Thời báo New York, Thời báo Phố Wall và một số tờ báo khác đã gây áp lực lớn đến một số nhà cung cấp thực phẩm có chứa động vật của Whole Foods. Một cuộc điều tra của DxE tại nhà cung cấp trứng không lồng Costco đã đặt ra câu hỏi về sự thay đổi toàn ngành trong năm 2016 đối với trứng không lồng. DxE tập trung vào các cuộc điều tra xung quanh "Nhân hóa", hay những nỗ lực quảng cáo sai lệch các sản phẩm thị trường được cho là "nhân đạo" của các công ty thực phẩm động vật. Năm 2017, DxE đã kiện nhà cung cấp gà tây Diestel Turkey Ranch, Whole Foods theo luật quảng cáo sai lệch của California.
Hiện tại, openrescue.org - một mạng lưới dành cho các tổ chức thực hành giải cứu công khai, danh sách gồm 18 tổ chức giải cứu công khai ở 7 quốc gia khác nhau trên 3 lục địa - Úc, New Zealand (Châu Đại Dương) Áo, Đức, Cộng hòa Séc, Thụy Điển (Châu Âu) và Hoa Kỳ (Bắc Mỹ) với các cấp độ hoạt động khác nhau. Một số tổ chức gồm Giải phóng động vật Victoria, Hành động trực tiếp ở mọi nơi, Tomma burar, Tierretter.de, VGT và Quyền động vật đã cùng phối hợp với nhau thành lập một "Ngày giải cứu công khai quốc tế" được ra mắt vào ngày 5 tháng 3 trên trang web openrescues.com.

## Tính chất phạm tội
Những người tham gia giải cứu công khai tuyên bố rằng họ không phạm phải bất kỳ tội, tuyên bố đã hành động theo quyền bảo vệ người khác, đặc biệt là nếu các động vật được giải cứu không được giữ theo theo luật quy định chăn nuôi. Tương tự, những người khác cũng dẫn chứng về sự coi thường vi phạm của chủ sở hữu với các luật, như là đủ biện minh và chỉ ra đạo đức giả của việc thực thi nghiêm ngặt luật pháp đối với các nhà hoạt động giải cứu công khai.
Majja Carlsson của dịch vụ giải cứu Räddningstjänsten - một tổ chức giải cứu công khai tại Thụy Điển, cô là một trong bốn nhà hoạt động đã giải cứu 120 con gà mái trong chiến dịch giải cứu công khai lớn nhất cho đến nay. Trong phần mô tả hành động của mình, cô viết như sau (dịch từ tiếng Thụy Điển):
"Rất có thể nhánh hoạt động hợp pháp sẽ theo hành động này. Đương nhiên, tôi nhận ra rằng một số người sẽ coi đây là một tội ác mặc dù tôi không đồng ý với họ. Thật đáng buồn khi chúng ta là những kẻ bị coi là tội phạm trong xã hội này, mà không phải ngành công nghiệp trứng thực tế đã vi phạm Đạo luật Bảo vệ Động vật Thụy Điển trong hơn mười lăm năm. Rằng luật pháp nhằm bảo vệ động vật bị bỏ qua rộng rãi trong khi tội phạm chống lại quyền sở hữu được coi là tội nghiêm trọng." 
Tương tự, Räddningstjänsten viết trong một bình luận về các thủ tục pháp lý theo sau hành động (dịch từ tiếng Thụy Điển):
"Chúng tôi đã hành động và cứu 120 cá thể khỏi đau khổ không cần thiết và cái chết sớm..[... ] Những tội ác thực sự không phải do chúng tôi gây ra, mà là do ngành chăn nuôi." 

## Lập luận
Giải cứu công khai "đặt một khuôn mặt vào giải phóng động vật". Bằng cách công khai, những người đề xướng tuyên bố rằng họ nhận được phản ứng tích cực hơn từ giới truyền thông và công chúng. Bằng cách không đeo mặt nạ, họ giảm được khoảng cách giữa họ và công chúng, họ trở thành một người bình thường mà công chúng có thể nhận ra và không phải là một " kẻ khủng bố " mặt nạ trừu tượng. Việc công khai sẽ loại bỏ hoặc giảm tranh đấu của các hành động trực tiếp.
Những người đề xướng giải cứu công khai cũng cho rằng, phương pháp hoạt động của họ giúp được cho lòng trắc ẩn của họ đối với các động vật được giải cứu. Một trong những điều được báo cáo từ việc so sánh những video tại diễn đàn của United Poultry Concern trên Hành động trực tiếp đã cho rằng, nhà hoạt động giải cứu công khai thể hiện được lòng trắc ẩn và quan tâm đến động vật nhiều hơn so với các nhà hoạt động bí mật (nó không có nghĩa nói rằng các nhà hoạt động bí mật không thể hiện lòng trắc ẩn và sự quan tâm). Có thể điều này là do các hoạt động được lột mặt nạ nên các hoạt động được công khai hoặc một số hoạt động chất lượng khác công khai lập luận.

## Sự chỉ trích
Người ta có thể chia sự chỉ trích chống giải cứu công khai thành hai loại chung: Chỉ trích chống giải cứu công khai như một phương thức hành động trực tiếp mà thường xuất phát từ những người tham gia khác của hành động trực tiếp và chỉ trích việc sử dụng hành động trực tiếp, có thể đến từ các nhà hoạt động quyền động vật khác và từ bên ngoài phong trào bảo vệ quyền động vật.

### Về phương pháp hành động
Chỉ trích chống lại giải cứu công khai như một phương pháp hành động trực tiếp. Người ta lập luận rằng vì giải cứu công khai hầu như chắc chắn các nhà hoạt động sẽ bị phát hiện và kết án do công bố danh tính của họ, giải cứu công khai có thể được hiểu là một phương pháp đòi hỏi nhiều tài nguyên hơn so với các phương pháp bí mật. Theo đó, giải cứu công khai sẽ bị buộc đòi hỏi nhiều tiền hơn, như kết quả kết án sau những hành động có nghĩa là tiền phạt phải trả và bồi thường thiệt hại phải được bồi thường.
Ngoài ra, cần nhiều người có quyền lực hơn vì các nhà hoạt động có thể bị cầm tù. Đây được coi là một sự lãng phí tài nguyên và con người đã từng giải cứu nhiều động vật. Tuy nhiên, tất cả những tuyên bố này dẫn đến kết quả sai so với thực tế. Một phần vì sự thông cảm mà những người giải cứu công khai có được từ công chúng, những hành động pháp lý chống lại họ là không phổ biến, ngay cả khi danh tính của những người giải cứu được biết đến.
Cũng có ý kiến cho rằng giải cứu công khai không phải là một sự thay thế phù hợp cho tất cả mọi người. Một số nhà hoạt động đang bị quản chế hay bị kết án vì một trọng tội khác, điều đó có nghĩa các bản án trước đó của họ có thể sẽ được chuyển thành thời gian ngồi tù. Có thể lập luận rằng, một số nhà hoạt động đang có hoặc sẽ có sự nghiệp bắt buộc không có tiền án, sự nghiệp hay giấc mơ của họ sẽ kết thúc nếu họ sử dụng phương pháp giải cứu công khai trong bất kỳ các ngành nghề hay nghề nghiệp nào có một hồ sơ tội phạm - đặc biệt là một hồ sơ mở rộng, đó sẽ là một trở ngại về việc làm hay thăng chức. Hình thức được áp dụng vào tất cả các trường hợp của loại hành động bất hợp pháp.

### Biện pháp và danh tính
Những người bào chữa giải cứu công khai cho rằng khi các nhà hoạt động không che giấu khuôn mặt thì hành động của họ được công chúng đón nhận tốt hơn, do đó có thể thành công nhiều hơn trong việc đạt được mục đích đặt câu hỏi công khai về thái độ của loài người. Một số người không liên quan đến hoạt động bảo vệ quyền động vật nhưng đồng cảm với mục tiêu của quyền động vật có những lý do khác nhau để bảo vệ các cuộc giải cứu công khai, mặc dù điều này rất hiếm trong số các hoạt động vì quyền động vật và những người tham gia giải cứu công khai không ủng hộ họ. 
Một số người coi hành động trực tiếp là phản tác dụng. Mặc dù họ có thể thông cảm với các nhà hoạt động và những gì họ muốn đạt được, họ nghĩ rằng các nhóm nên tuân thủ luật pháp bằng cách mở rộng hệ thống dân chủ nơi họ đang sống. Có ý kiến cho rằng các nhà hoạt động có trách nhiệm của một công dân dân chủ phải hoạt động trong giới hạn của luật pháp và làm khác đi sẽ là phi dân chủ, thậm chí có thể là chuyên chế. Một phản hồi chung cho những lời chỉ trích này được đưa ra bởi cả những người đề xướng giải cứu công khai và các loại giải cứu khác lập luận rằng, đang phải cam chịu một lỗ hổng cơ bản: "Chúng ta đang sống trong một nền dân chủ, nhưng đó là một nền dân chủ của con người, cho con người, vì con người, các luật được viết bởi con người cho con người, làm cho nó trở thành một hệ thống lập dị không đại diện cho động vật. Nếu hệ thống cai trị của chúng ta được nhìn từ góc độ giao thoa, thì đó là một cái gì đó được ví như phân biệt chủng tộc hơn là một nền dân chủ đầy đủ với con người thay thế người da trắng."